# 彩海せら
彩海 せら（あやみ せら、12月2日 - ）は、宝塚歌劇団月組に所属する男役スター。
鹿児島県鹿児島市、鹿児島女子高等学校出身。身長169cm。愛称は「あみ」。

## 来歴
2014年、宝塚音楽学校入学。
2016年、音楽学校卒業後、宝塚歌劇団に102期生として入団。入団時の成績は7番。星組公演「こうもり／THE ENTERTAINER!」で初舞台。その後、雪組に配属。
2019年の「壬生義士伝」で新人公演初主演。入団4年目、102期から初の新人公演主演者誕生となった。
2022年1月26日付で月組へと組替え。同年の「グレート・ギャツビー」で2度目の新人公演主演。
2024年の「Golden Dead Schiele」でバウホール公演初主演。

## 人物
アイドルや女優を多数輩出しているOG主催の地元のスクールに小学1年から通い、素養を磨いてきた。同郷で同期の天飛華音は同じスクールの出身である。
憧れの上級生は音月桂。

## 主な舞台

### 初舞台
- 2016年3 - 4月、星組『こうもり』『THE ENTERTAINER!』（宝塚大劇場のみ）

### 雪組時代
- 2016年6 - 8月、『ローマの休日』（中日劇場・赤坂ACTシアター・梅田芸術劇場）
- 2016年10 - 12月、『私立探偵ケイレブ・ハント』 - 新人公演：トレバー（本役：縣千）『Greatest HITS!』
- 2017年2月、『New Wave!-雪-』（バウホール）
- 2017年4 - 7月、『幕末太陽傳（ばくまつたいようでん）』 - 新人公演：倉造息子清七（本役：永久輝せあ）／粋がりの長次（本役：ゆめ真音）『Dramatic “S”!』
- 2017年8 - 9月、『CAPTAIN NEMO』（日本青年館・ドラマシティ） - ミーシャ
- 2017年11 - 2018年2月、『ひかりふる路（みち）〜革命家、マクシミリアン・ロベスピエール〜』 - 酔客、新人公演：フランソワ・アンリオ（本役：縣千）『SUPER VOYAGER!』
- 2018年3 - 4月、『誠の群像』 - 高田清作『SUPER VOYAGER!』（全国ツアー）
- 2018年6 - 9月、『凱旋門』 - 黒い影、新人公演：ハイメ・アルヴァレス（本役：朝美絢）『Gato Bonito!!』
- 2018年11 - 2019年2月、『ファントム』 - 幼いエリック、新人公演：フィリップ・ドゥ・シャンドン伯爵（本役：彩凪翔／朝美絢）
- 2019年3 - 4月、『PR×PRince』（バウホール） - ヴァルテリ
- 2019年5 - 9月、『壬生義士伝』 - 吉村嘉一郎、新人公演：吉村貫一郎（本役：望海風斗）『Music Revolution!』 新人公演初主演[5][2]
- 2019年10 - 11月、『はばたけ黄金の翼よ』 - ジーノ『Music Revolution!』（全国ツアー）
- 2020年1 - 2月、『ONCE UPON A TIME IN AMERICA（ワンス アポン ア タイム イン アメリカ）』（宝塚大劇場） - ドミニク、新人公演：ジミー（本役：彩凪翔）[2]
- 2020年2 - 3月、『ONCE UPON A TIME IN AMERICA（ワンス アポン ア タイム イン アメリカ）』（東京宝塚劇場） - ドミニク
- 2020年9 - 10月、『NOW! ZOOM ME!!』[2]
- 2021年1 - 4月、『fff-フォルティッシッシモ-』 - 青年ルートヴィヒ『シルクロード〜盗賊と宝石〜』
- 2021年6月、『ヴェネチアの紋章』 - エンリコ・バドエル『ル・ポァゾン 愛の媚薬-Again-』（全国ツアー）
- 2021年8 - 11月、『CITY HUNTER』 - 小林豊、新人公演：ミック・エンジェル（本役：朝美絢）『Fire Fever!』
- 2022年1月、『Sweet Little Rock 'n' Roll』（バウホール） - ロバート

### 月組時代
- 2022年5月、『ブエノスアイレスの風』（日本青年館・ドラマシティ） - マルセーロ
- 2022年7 - 8月、『グレート・ギャツビー』（宝塚大劇場） - エディ／ルディ[注釈 1]
- 2022年9 - 10月、『グレート・ギャツビー』（東京宝塚劇場） - エディ／ルディ、新人公演：ジェイ・ギャツビー（本役：月城かなと） 新人公演主演[8]
- 2022年11 - 12月、『ELPIDIO（エルピディイオ）』（KAAT神奈川芸術劇場・ドラマシティ） - セシリオ[8]
- 2023年2 - 4月、『応天の門』 - 紀長谷雄『Deep Sea-海神たちのカルナバル-』
- 2023年6月、『月の燈影（ほかげ）』（バウホール） - 次郎吉[11]
- 2023年8 - 11月、『フリューゲル-君がくれた翼-』 - ゲッツェ・バウアー『万華鏡百景色（ばんかきょうひゃくげしき）』[注釈 2][12]
- 2024年1 - 2月、『Golden Dead Schiele』（バウホール） - エゴン・シーレ バウ初主演[4][9]
- 2024年3 - 7月、『Eternal Voice 消え残る想い』 - マクシマス『Grande TAKARAZUKA 110!』
- 2024年8 - 9月、『BLUFF（ブラフ）』（プレイハウス・バウホール） - ロジャー
- 2024年11 - 2025年3月、『ゴールデン・リバティ』 - リッキー『PHOENIX RISING（フェニックス・ライジング）』
- 2025年4 - 5月、『花の業平／PHOENIX RISING』（全国ツアー） - 藤原常行
- 2025年7 - 11月、『GUYS AND DOLLS』 - ミス・アデレイド／ホット・ボックス・ドールズ[注釈 3]

## 受賞歴
- 2022年、『阪急すみれ会パンジー賞』 - 新人賞[13]
- 2023年、『宝塚歌劇団年度賞』 - 2022年度新人賞[14]